# Anna Kondràixina
Anna Kondràixina (rus: Анна Николаевна Кондрашина)  (Sant Petersburg, 23 de desembre de 1955), de casada Krilova (Крыло́ва), és una ex-remadora russa que va competir sota bandera de la Unió Soviètica durant la dècada de 1970.
El 1976 va prendre part en els Jocs Olímpics de Mont-real, on guanyà la medalla de plata en la competició del quàdruple scull amb timoner del programa de rem. Formà equip amb Mira Bryunina, Larisa Alexandrova, Galina Iermolàieva i Nadezhda Chernyshova. En el seu palmarès també destaca una medalla de plata al Campionat del món de rem.